# Cambio Healthcare Systems
Cambio Healthcare Systems är ett svenskt e-hälsoföretag som utvecklar och levererar journalsystemet Cambio Cosmic.
Cambio Cosmic hade (2019) drygt 150 000 användare, med kunder framförallt i Sverige, Danmark och England.[källa behövs]
År 2023 omsatte företaget cirka 930 miljoner och hade knappt 500 anställda. Anställda finns i Linköping, Stockholm, Motala, Köpenhamn, Århus (Danmark), Reading (England) och Colombo (Sri Lanka).

## Historia
Cambio grundades 1993 av civilingenjörerna Håkan Mattsson och Tomas Mora Morrison. De hade fått i uppdrag att utveckla ett vårdadministrativt IT-system för specialistenheten Sergelkliniken i Stockholm. Det system som utvecklades fick fler funktioner och 1999 lanserades vårdsystemet Cambio Cosmic.
År 2019 blev det bahrainska investmentbolaget Investcorp huvudägare.
18 februari 2025 meddelade Region Stockholm att Cosmic blir nytt huvudjournalsystem i Region Stockholm och Region Gotland. Upphandlingen har dock överklagats av företagen Systematic (Columna EPJ) och CGM (Take care).

## Produkter
- CDC – system för att ansluta olika medicinska enheter till en enda plattform
- CDS – beslutsstöd för vården
- CIS – övervakning och dokumentation av anestesi- och intensivvård
- COS – öppen plattform för integration med Cosmic
- Cosmic – journalsystem för vården
- Frisq – ett system för att följa vårdprocesser
- Min Hälsa – app för patienter att kommunicera med hälso- och sjukvården
- MittVaccin – journalsystem för vaccination
- Viva – verksamhetssystem för samordning av socialtjänst, vård och omsorg
- Vårdlogistik – system för verksamhetsflöden

## Utbredning av journalsystem i Sverige
Enligt eHälsa Sverige användes i februari 2025 följande journalsystem i Sveriges regioner, vilket innebär att  19 av 21 regioner i Sverige valt Cambio Cosmic:
| Region                     | Primärvård  | Sjukhus   | Planerat   |
| -------------------------- | ----------- | --------- | ---------- |
| Region Blekinge            | NCS Cross   | NCS Cross | Cosmic     |
| Region Dalarna             | TakeCare    | TakeCare  | Cosmic     |
| Region Gotland             | TakeCare    | TakeCare  | Cosmic     |
| Region Gävleborg           | PMO         | Melior    | Cosmic     |
| Region Halland             | VAS         | VAS       | Cosmic     |
| Region Jämtland Härjedalen | Cosmic      | Cosmic    | -          |
| Region Jönköpings län      | Cosmic      | Cosmic    | -          |
| Region Kalmar län          | Cosmic      | Cosmic    | -          |
| Region Kronoberg           | Cosmic      | Cosmic    | -          |
| Region Norrbotten          | VAS         | VAS       | Cosmic     |
| Region Skåne               | PMO         | Melior    | Millennium |
| Region Stockholm           | TakeCare    | TakeCare  | Cosmic     |
| Region Sörmland            | NCS Cross   | NCS Cross | Cosmic     |
| Region Uppsala             | Cosmic      | Cosmic    | -          |
| Region Värmland            | Cosmic      | Cosmic    | -          |
| Region Västerbotten        | NCS Cross   | NCS Cross | Cosmic     |
| Region Västernorrland      | NCS Cross   | NCS Cross | Cosmic     |
| Region Västmanland         | Cosmic      | Cosmic    | -          |
| Region Örebro län          | NCS Cross   | NCS Cross | Cosmic     |
| Region Östergötland        | Cosmic      | Cosmic    | -          |
| Västra Götalandsregionen   | AsynjaVisph | Melior    | Millennium |

## Utmärkelser
År 2010 utnämndes Cambio till "MedTech Company of The Year". Priset delas ut av branschtidningen Medtech Magazine.[källa behövs]